# José Oswaldo Lezama Serrano
José Oswaldo Lezama Serrano (Bucaramanga, Colombia, 1956) es un matemático colombiano que investiga en álgebra abstracta y se especializa en álgebra no conmutativa. Lezama es graduado de la Universidad Industrial de Santander y obtuvo su Ph.D bajo la dirección del matemático ruso Zenon Ivanovich Borevich en la Universidad Estatal de San Petersburgo. Desde 1985 Lezama fue profesor titular en la Universidad Nacional de Colombia; se jubiló en 2020.

## Juventud y educación
Lezama nació en 1956 en Bucaramanga, Colombia. Estudió en la Universidad Industrial de Santander obteniendo el título de licenciatura (profesorado) en matemáticas en 1978 con una mención cum laude. En 1976 recibió una beca para estudiar Universidad Estatal de San Petersburgo como parte de un convenio entre el gobierno de Colombia (a través del ICETEX) y la desaparecida Unión Soviética. Su tesis se tituló ″The Group of the Invertible Elements of a Semiperfect Ring″ y fue escrita bajo la supervisión doctoral del matemático ruso Zenon Ivanovich Borevich. Obtuvo el título en 1983.
En 1984 volvió a su ciudad natal donde empezó a trabajar como profesor de cátedra en la Universidad Industrial de Santander. El año siguiente se mudó a Bogotá y desde entonces ha trabajado como profesor titular en la Universidad Nacional de Colombia. Ocupó este cargo hasta 2020, año en el que se jubiló. En 1993 recibió la beca TWAS (Academia Mundial de Ciencias) para ser profesor visitante en Trieste, Italia. Ese mismo año también fue visitante en la Universidad de Buenos Aires y el Instituto Argentino de Matemática con el apoyo financiero del CONICET y el instituto mencionado.

## Carrera
Desde su regreso a Colombia, Lezama ha tenido una producción matemática activa, participando constantemente en eventos nacionales e internacionales como asistente, plenarista y organizador. Entre 1986 y 1991 creó un seminario de investigación en anillos, módulos y categorías. Como resultado, en 1994 publicó con la matemática colombiana Gilma de Villamarín un libro titulado ″Anillos módulos y categorías″. Hasta 2002 fue también el director de un seminario en álgebra conmutativa, llamado SAC (Seminario de Álgebra Conmutativa).
Con el tiempo, su interés en álgebra no conmutativa creció hasta que el mencionado seminario cambió su nombre a SAC2 (Seminario de Álgebra Constructiva) y la investigación en ese tema inició. Los primeros temas abordados fueron las bases de Gröbner no conmutativas y propiedades homológicas de anillos no conmutativos. En 2011, junto con su estudiante doctoral Claudia Gallego, publicó por primera vez el concepto de ″extensión PBW torcida″, que con el tiempo se convertiría en su tema principal de investigación.
En 2017 recibió el Premio Nacional de Matemáticas de la Sociedad Colombiana de Matemáticas, siendo el reconocimiento más importante del país en el área. Ya en 2001 había recibido la Medalla al Mérito de la Universidad Nacional de Colombia.
En 2018 recibió atención pública cuando publicó en diversos medios una carta de opinión dirigida al entonces candidato presidencial Sergio Fajardo.
Coincidiendo con su año de jubilación como profesor de la Universidad Nacional de Colombia, en 2020 publicó en la reconocida editorial científica Springer un libro titulado ″Skew PBW Extensions″, en el cual se consignan los resultados más notables obtenidos por él y sus colegas/estudiantes a lo largo de los años. Otro notable trabajo escrito de Lezama son los llamados ″Cuadernos de álgebra″, que consiste en diez monografías en español donde se abordan temas universitarios de álgebra abstracta. Los cuadernos incluyen temas de la teoría de cuerpos, geometría algebraica, álgebra no conmutativa, entre otros.

## Publicaciones destacadas
- Zariski cancellation problem for non-domain noncommutative algebras (2017), con Yi Wang y James Zhang
- Extended modules and Ore extensions (2015), con Vyacheslav Artamonov y William Fajardo
- Some homological properties of skew PBW extensions (2013), con Armando Reyes
- Gröbner bases for ideals of σ-PBW extensions (2011), con Claudia Gallego
- Cuadernos de álgebra